# Амарапура
Амарапура (бірм. အမရပူရ, pronounced: ʔəməɹa̰pùɹa̰ «Місто безсмертя») — колишня столиця М'янми, зараз місто в районі Мандалай, округ Мандалай, М'янма, за 11 км на південь від міста Мандалай. Називається також Таунмйоу (південне місто), на відміну від Мандалая, що є північним містом. Зараз фактично злите з Мандалаєм.
Місто було засноване в 1783 році царем Бодопайєю (1781–1819) з династії Конбаун, як нова столиця. Тут в 1795 цар приймав перше британське посольство в Бірмі. Його син Баджідо (1819–1837) переніс двір назад в Аву в 1823 році.
З 1841 по 1857 цар Міндон (1853–1878) знову зробив Амарапуру столицею, але до 1860 року він переніс столицю в Мандалай, заснувавши нове місто. Було зібрано велику кількість слонів, на яких переносили будматеріали і розбирали споруди, так що мало що залишилося від королівського палацу. Фактично все місто розібрали на будматеріали, також при будівництві залізниці.
Зараз місто знамените ремеслами — шовком для парадних лонджі, одягом і бронзовими виробами. Туристи, приїжджаючи в Мандалай, часто відвідують місто.

## Пам'ятки

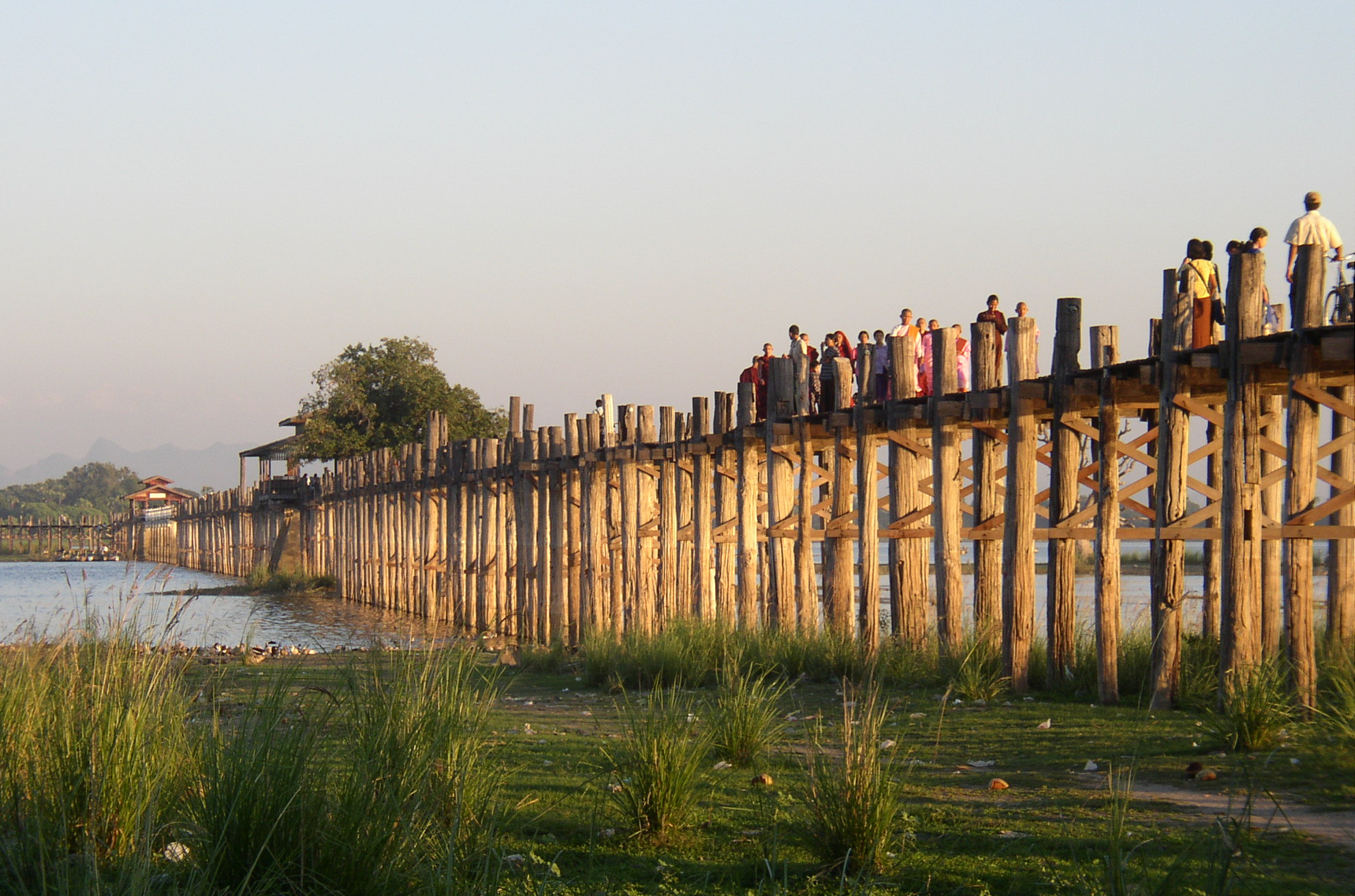
Міст У-Бейн

- Ступа Патододжі, яку побудував король Бодопайя за міською стіною в 1820 році[2]
- Багайя Чьяун — дерев'яний монастир, який заснував цар Міндон
- Міст У-Бейн — міст довжиною 1,2 км, найбільший дерев'яний міст у світі через озеро, побудований, використовуючи колони старого палацу при перенесенні столиці
- Чьяутоджі-Пайя — ступа, яку побудував цар Міндон в 1847 р
- Руїни палацу і могила царя Бодопаї і його сина, залишки старого рову
- Маха-Гандхайон Чьяун — великий сучасний монастир з сотнями монахів

В 1800 р буддійська делегація з Шрі-Ланки отримала в цьому місті вищу ординацію і заснувала підшколу Амаяпуя-нікая.

## Галерея

Амарапура
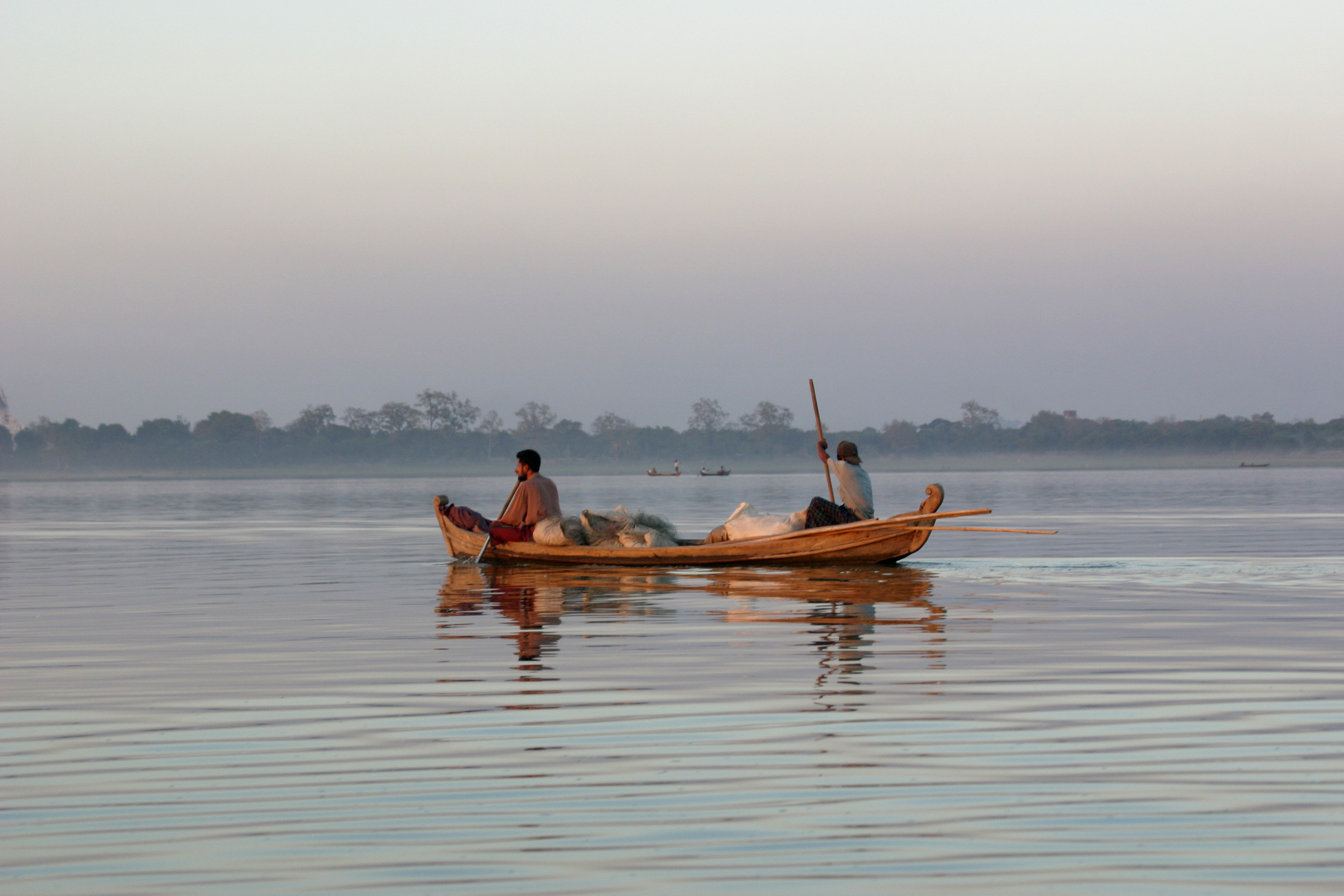
Озеро
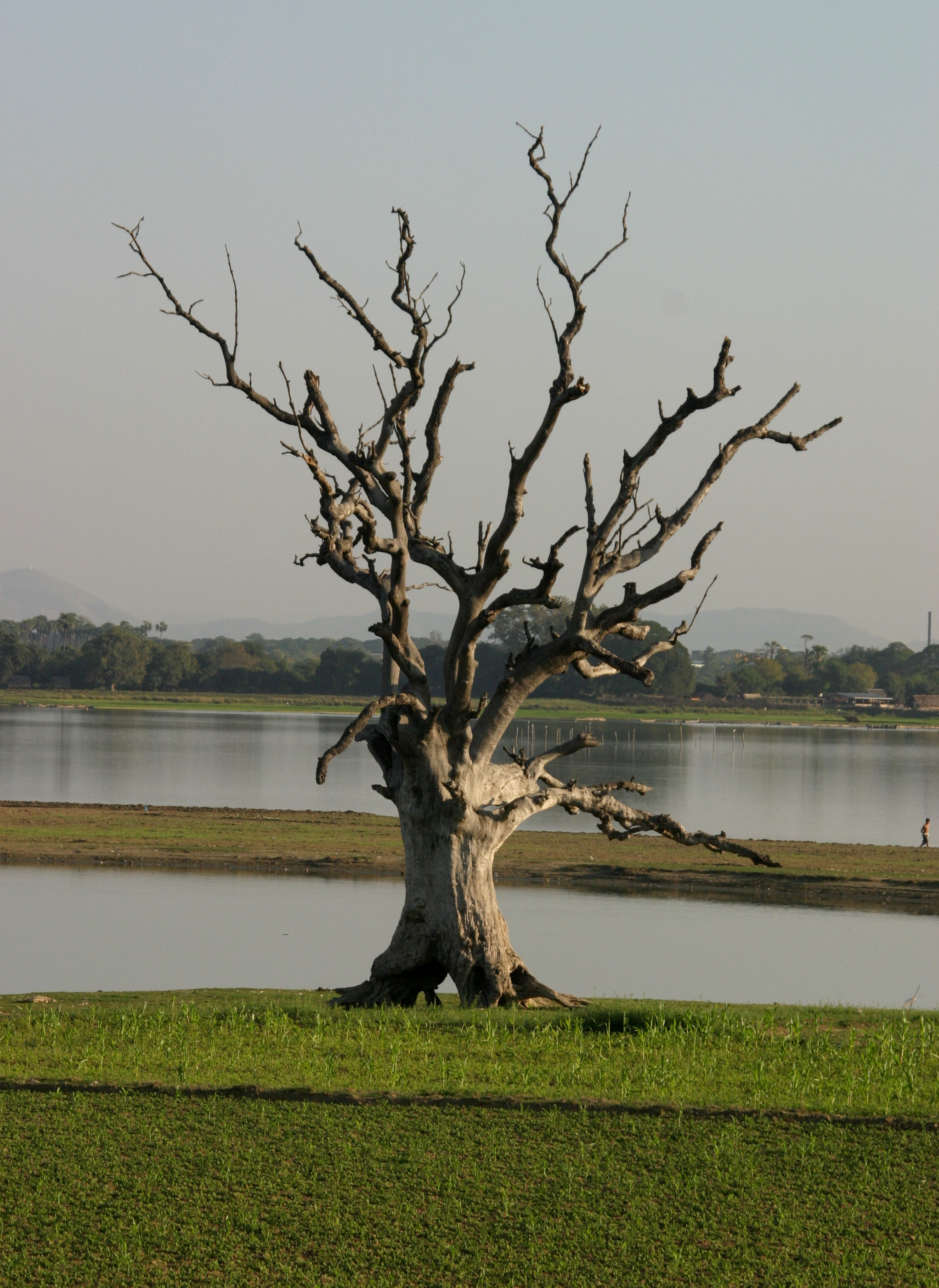
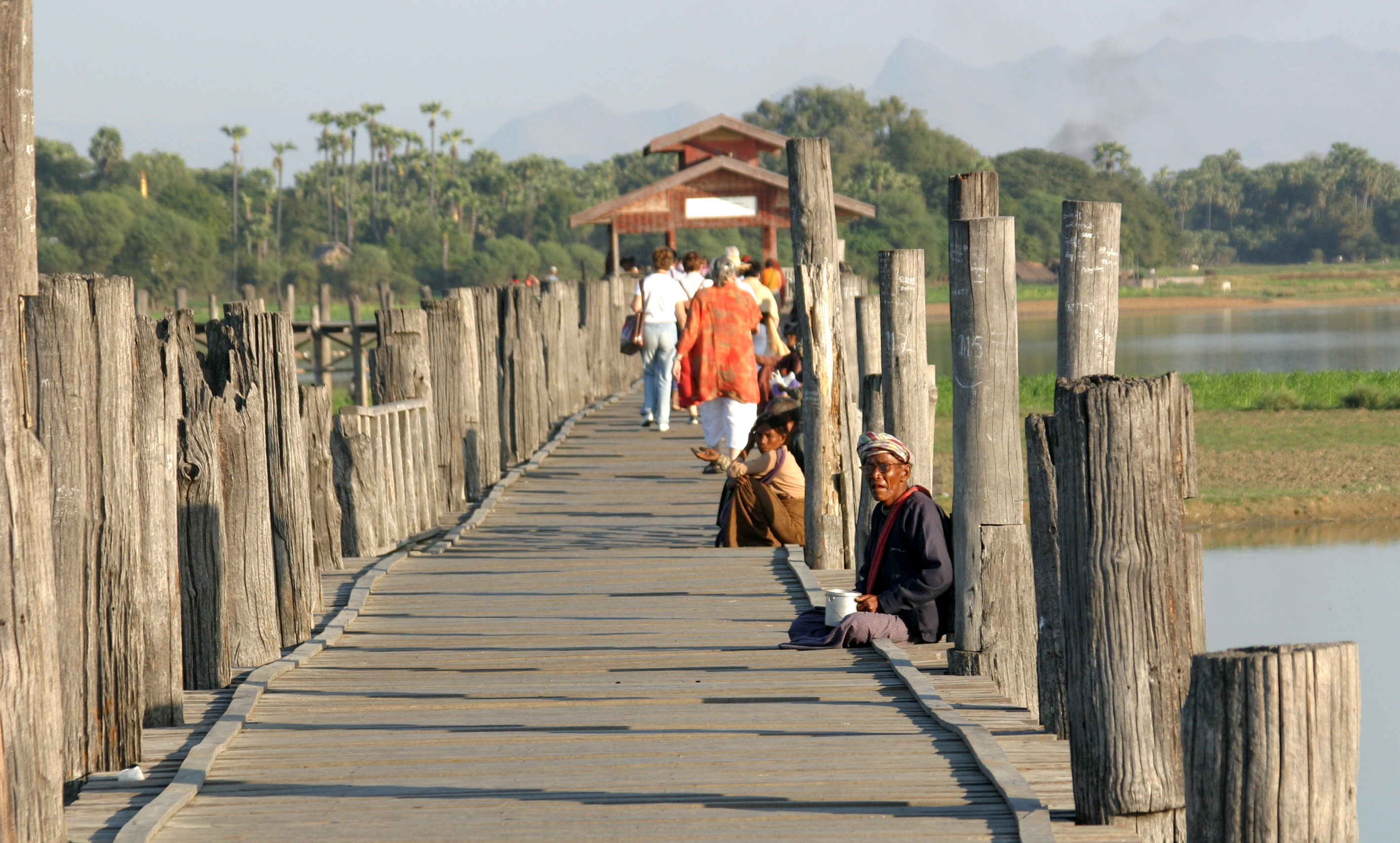
Міст У-Бейн
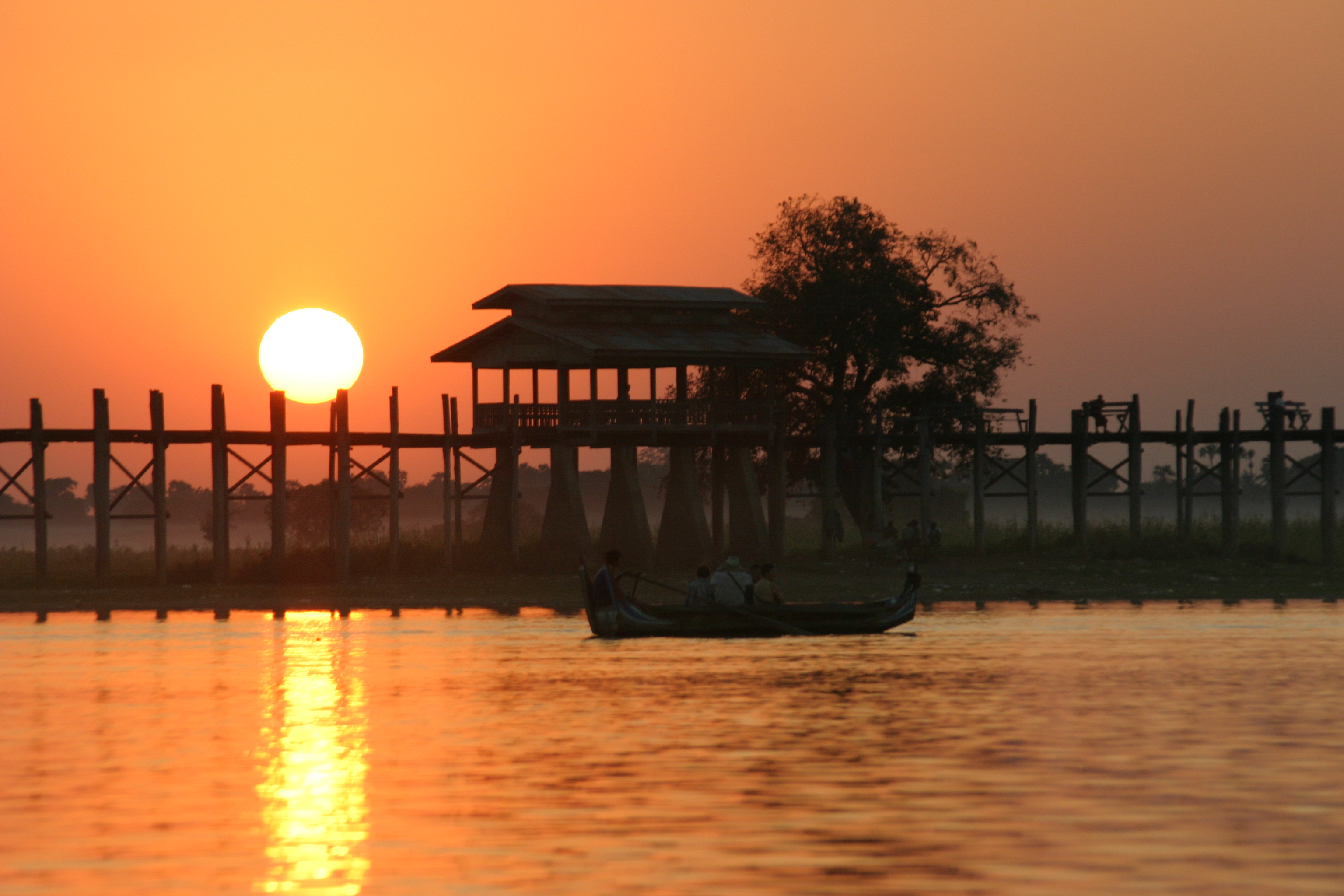
Міст У-Бейн
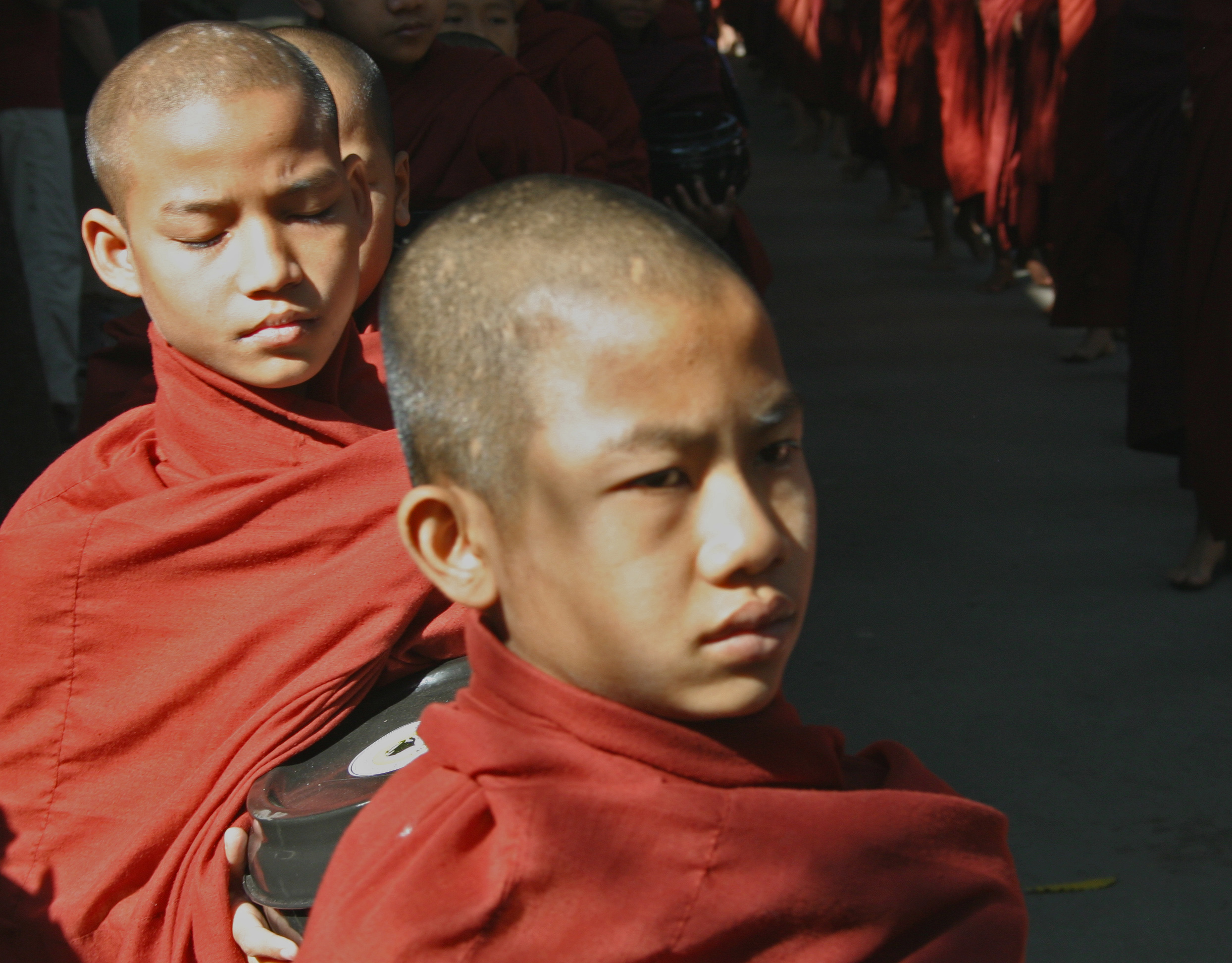
Маха-Гандхайон Чьяун
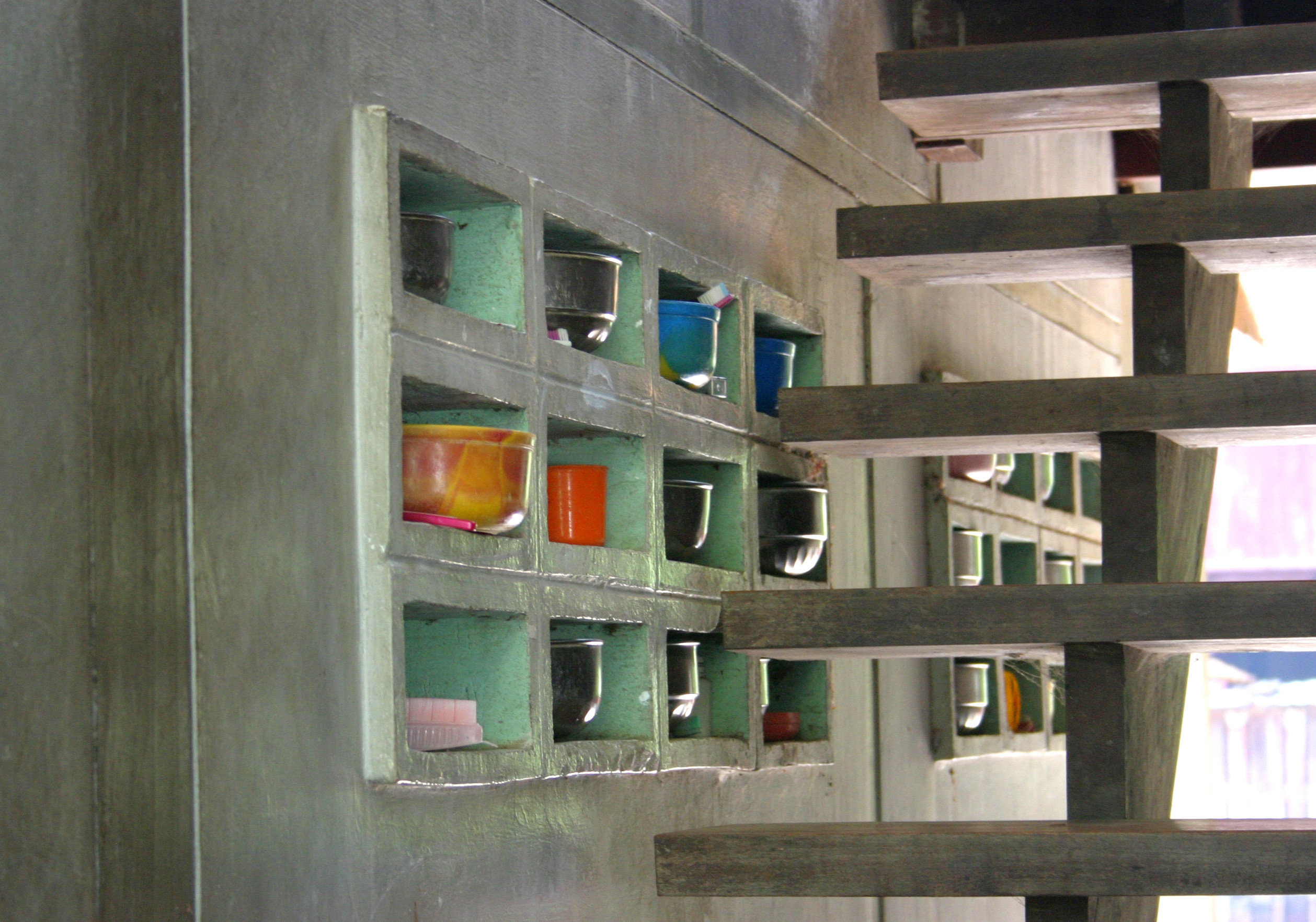
Маха-Гандхайон Чьяун
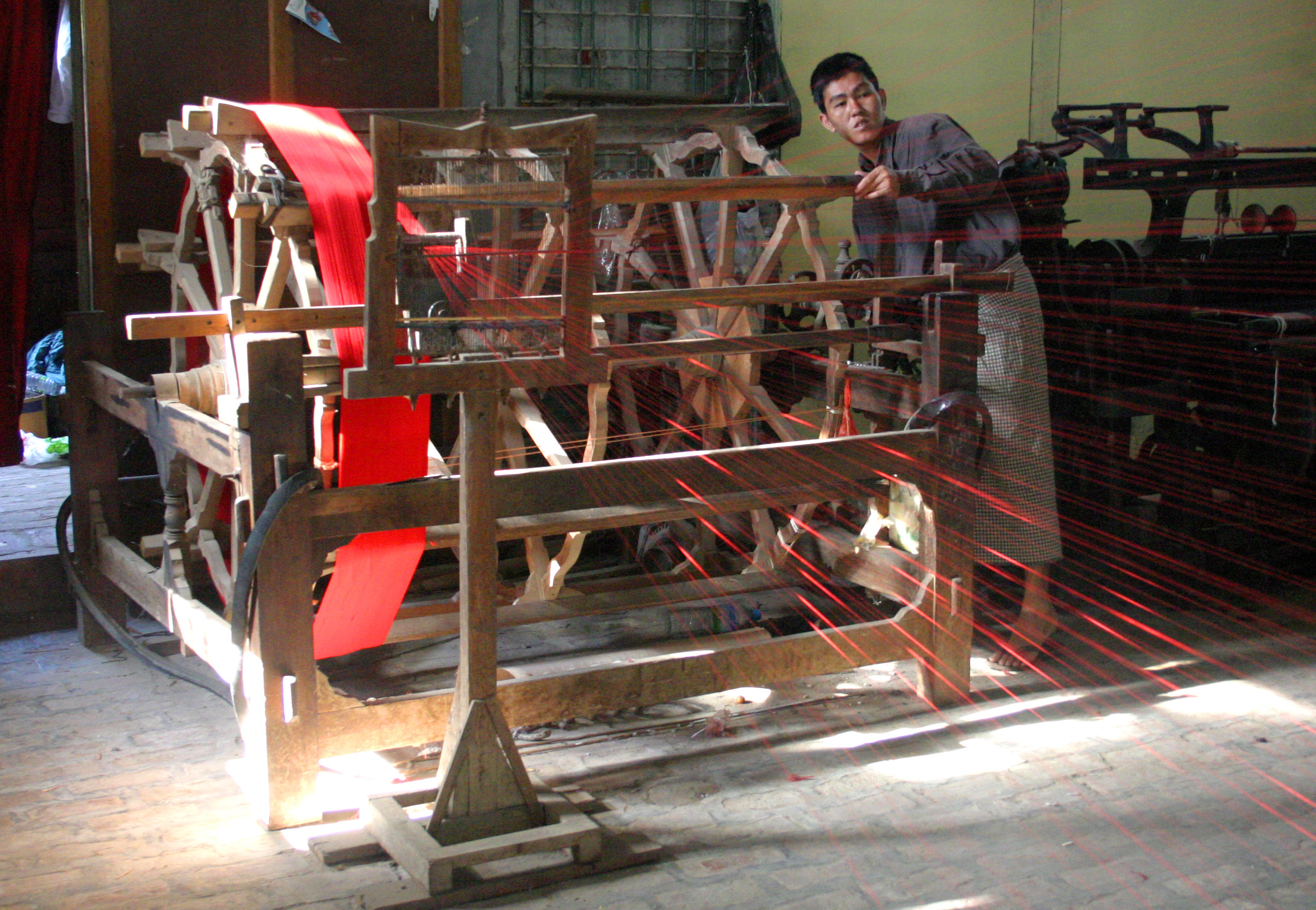
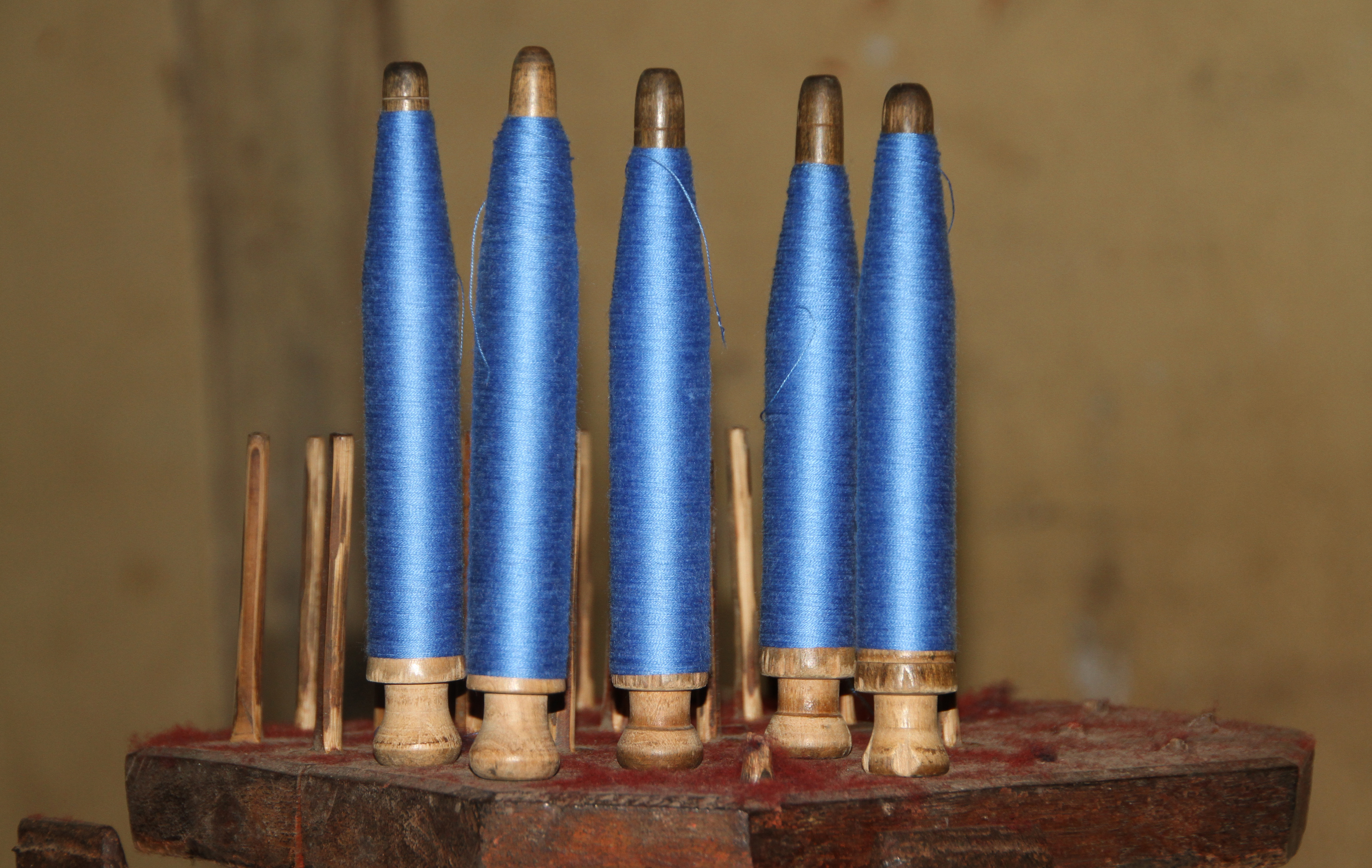
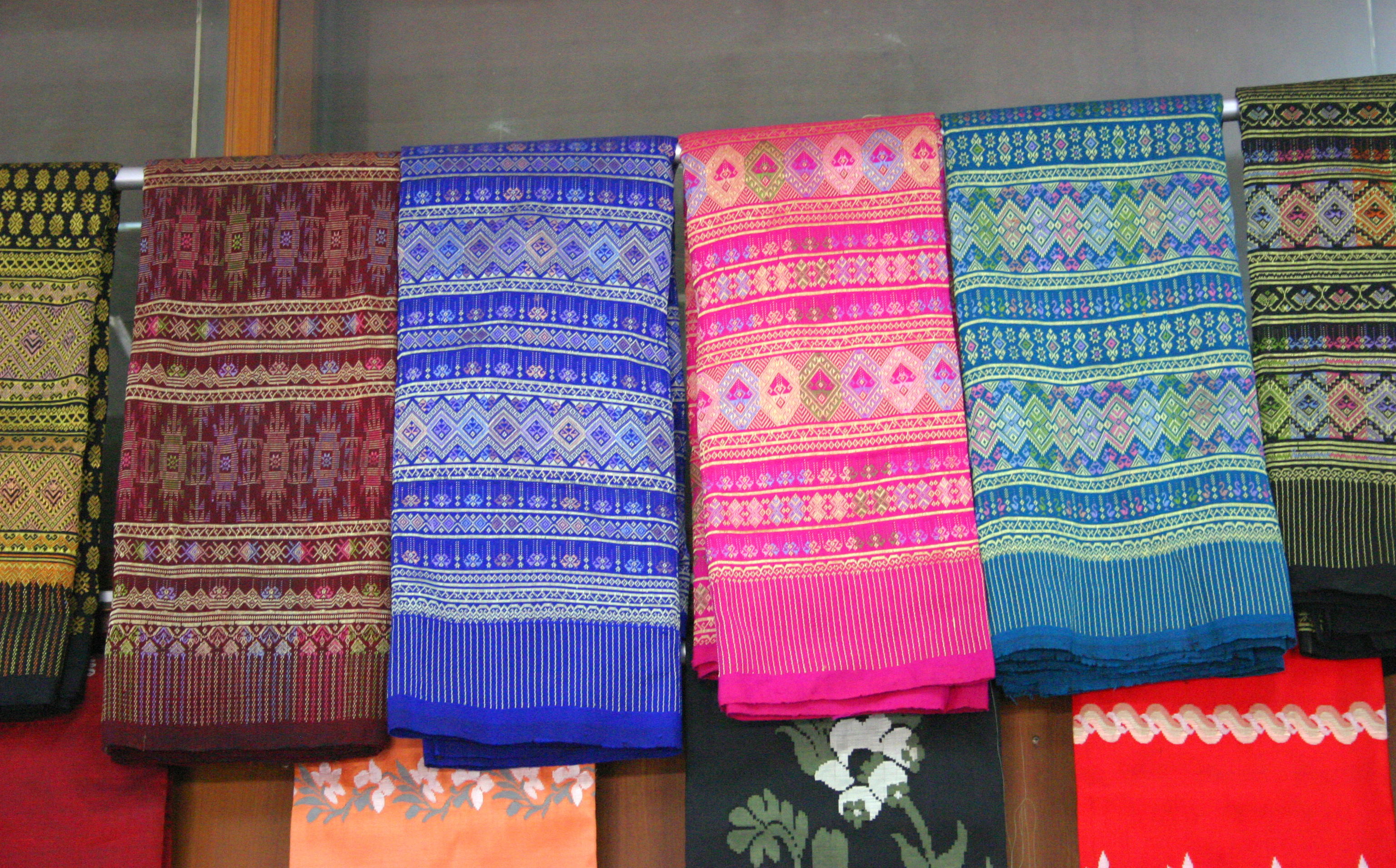
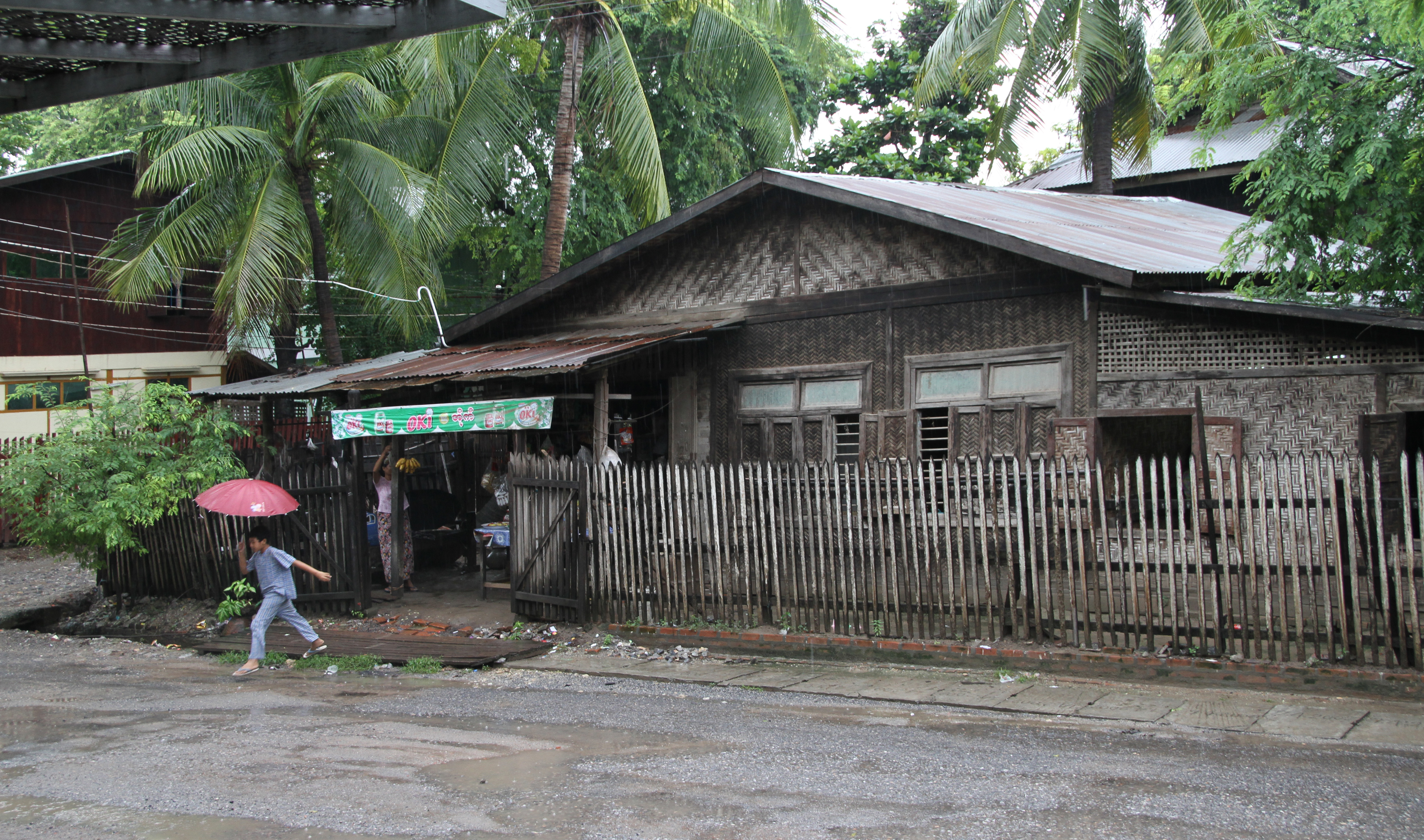
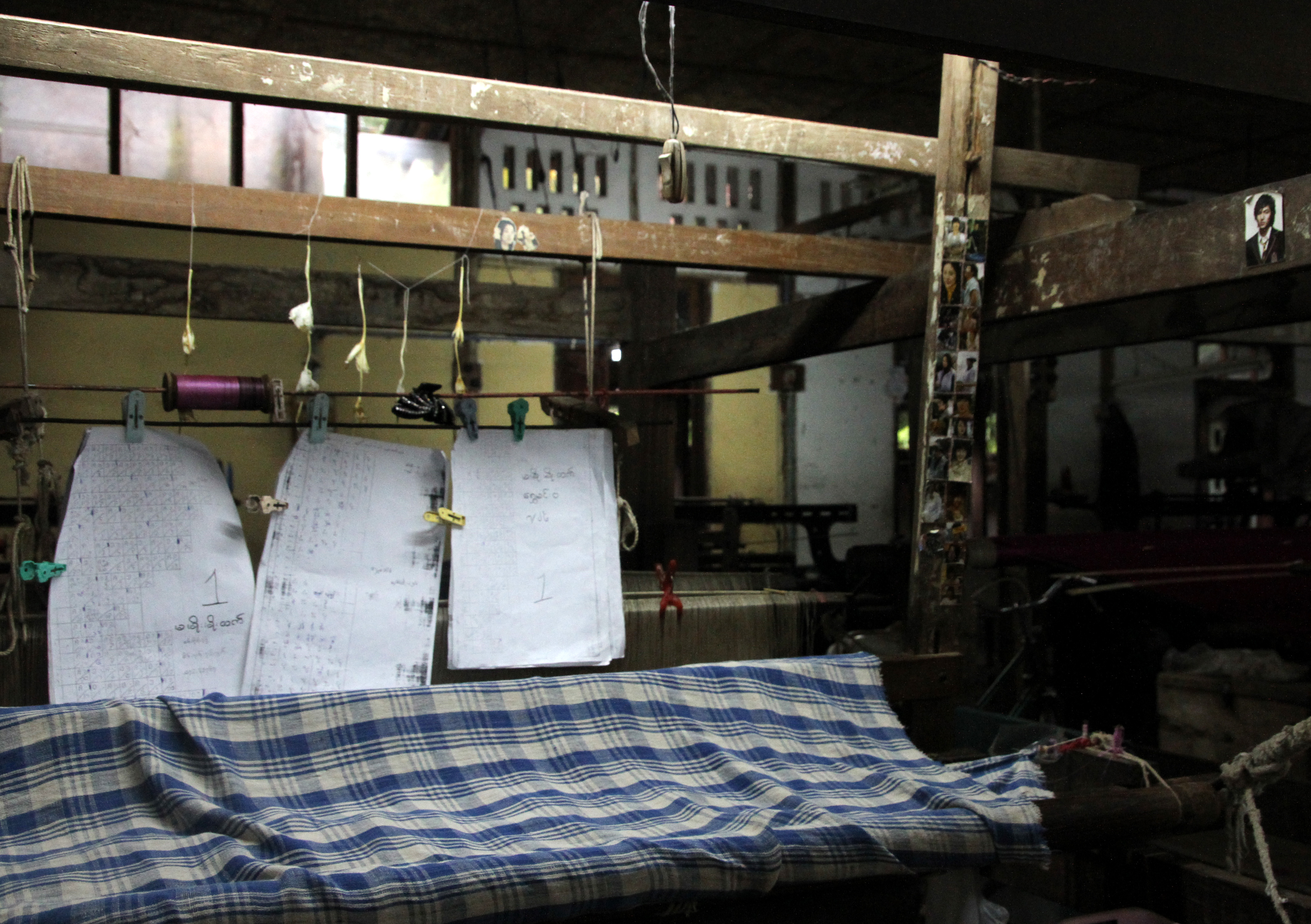